# Rafał Kozielewski
Rafał Kozielewski (ur. 15 kwietnia 1976) – polski judoka.
Były zawodnik MKS Juvenia Wrocław (1992-1993) i WKS Śląsk Wrocław (1993-2005). Brązowy medalista mistrzostw Europy seniorów 1998 w kat. do 73 kg oraz brązowy medalista mistrzostw Europy juniorów 1994 w kat. do 71 kg. Ponadto trzykrotny medalista mistrzostw Polski seniorów: złoty w 1998 (kat. do 73), srebrny w 1995 (kat. do 71 kg) i brązowy w 1999 (kat. do 73 kg) oraz m.in. mistrz Polski juniorów 1996. Piąty zawodnik mistrzostw świata seniorów 1999 w kat. do 73 kg.